# Microphagie suspensivore

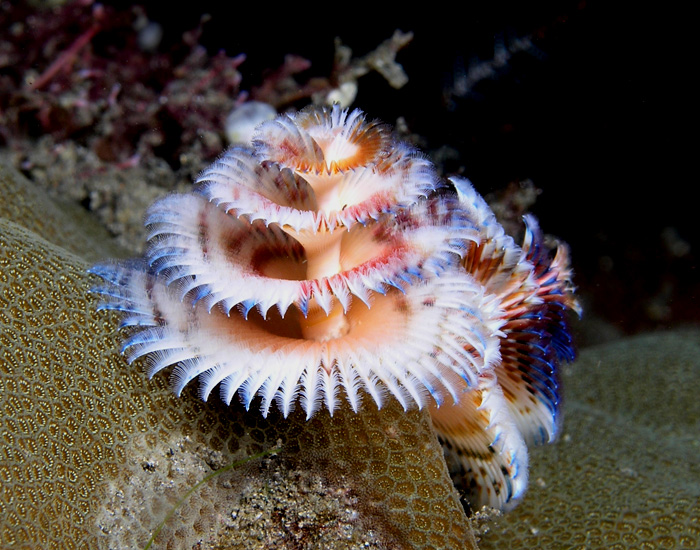
Exemple de couronne hélicoïdale captant les particules nourricières chez un annélidé de l'ordre des Canalipalpata.

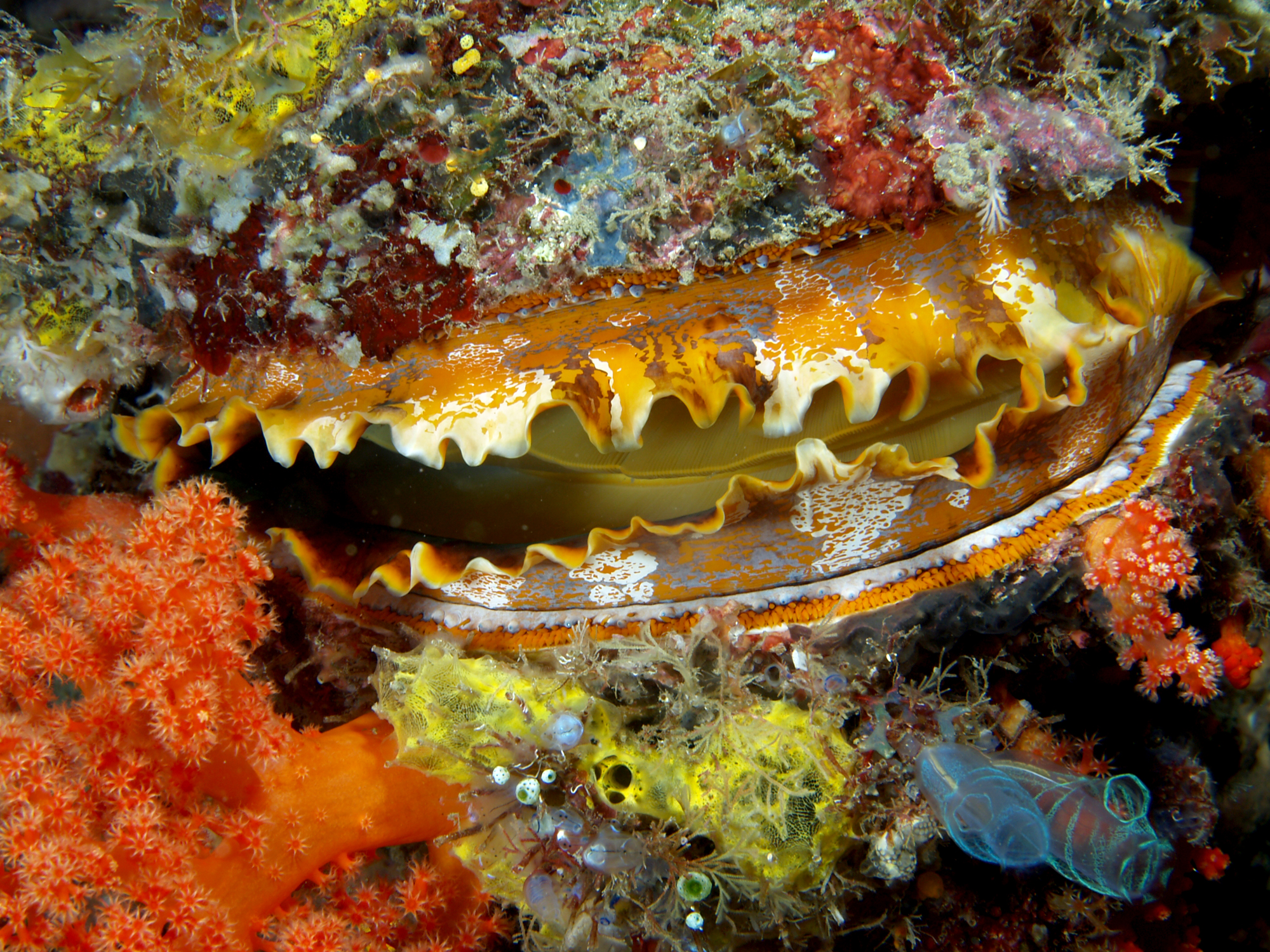
Outre le Spondylus dont la coquille ouverte laisse apercevoir un manteau coloré, la plupart des animaux (coraux, ascidies, éponges) visibles sur cette photo sont des organismes filtreurs.

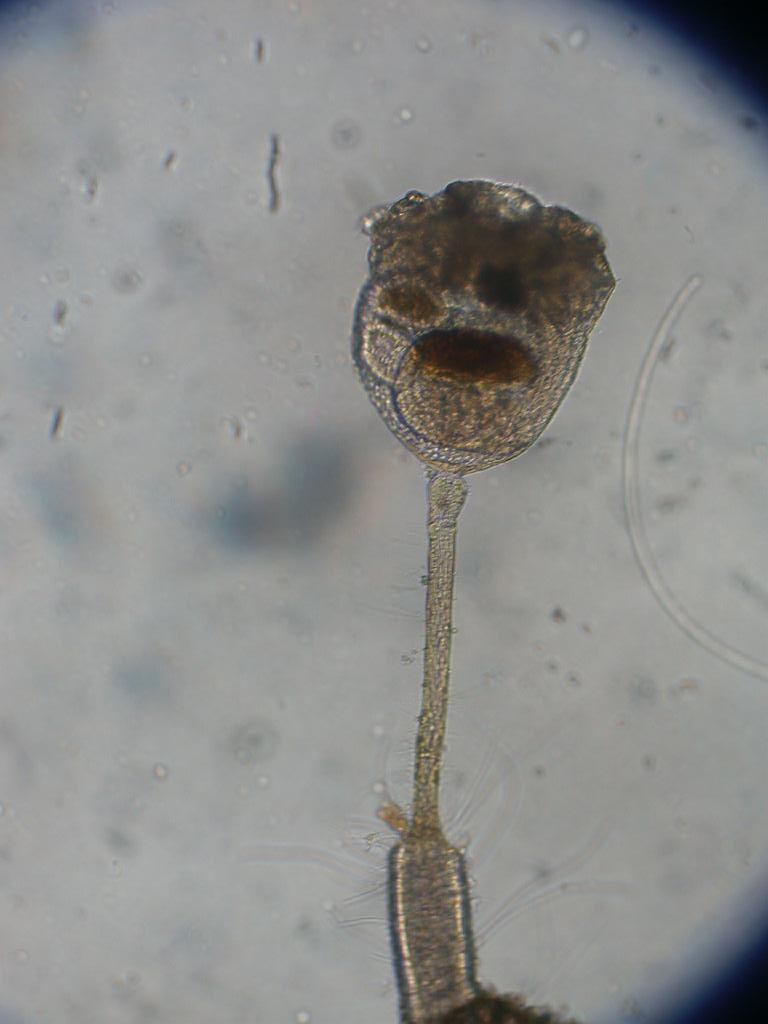
Barentsa discreta, un petit animal filtreur du phyllum des Entoprocta.

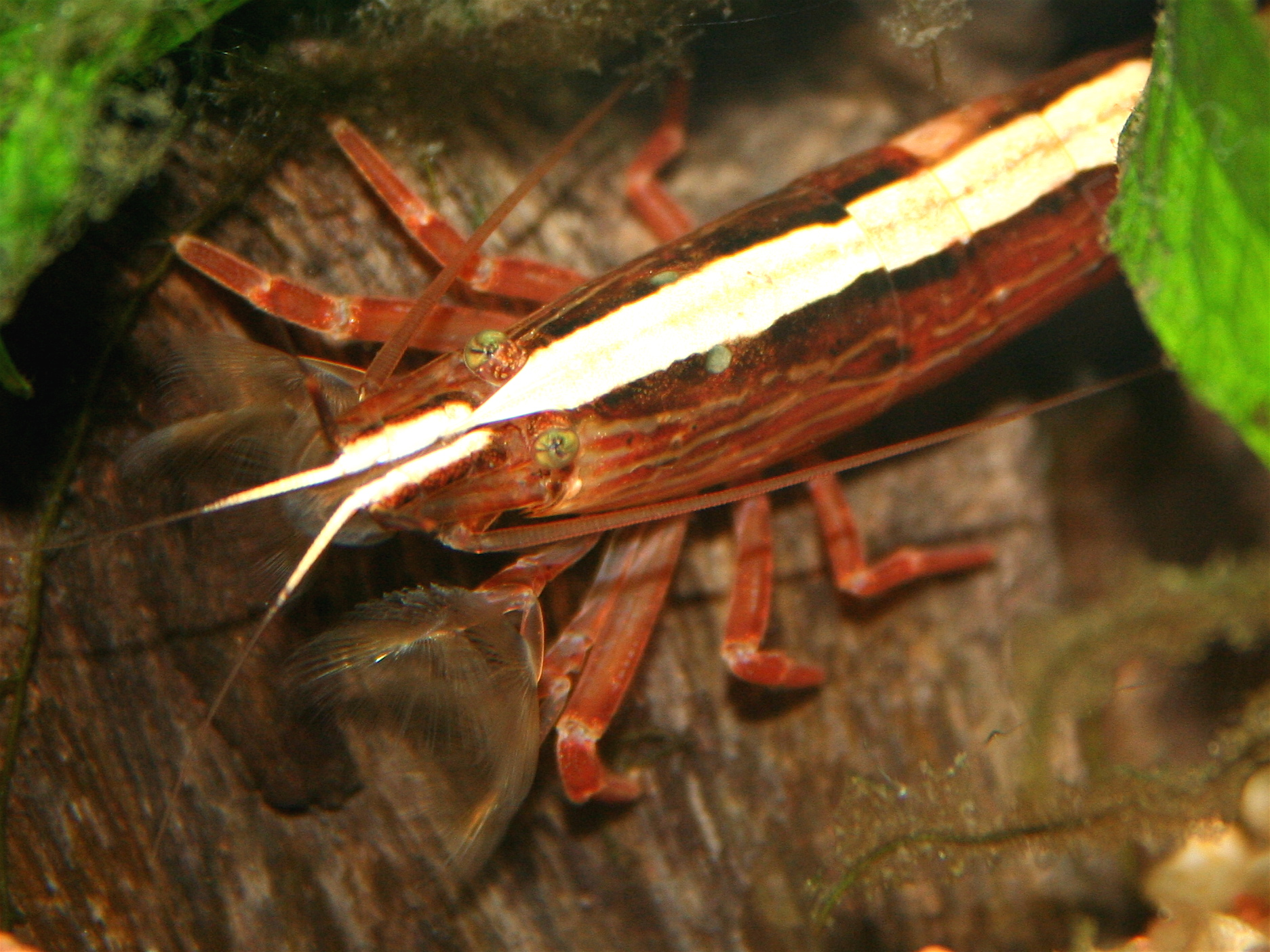
Chez la crevette bambou, ce sont les soies des pattes qui lui servent à filtrer les particules en suspension dans l'eau.

Le krill s'alimente efficacement de particules (microalgues surtout), au moyen d'un organe formant une sorte de « panier » qu'il utilise pour accumuler le phytoplancton filtré dans l'eau.
(animation ralentie 12 fois).

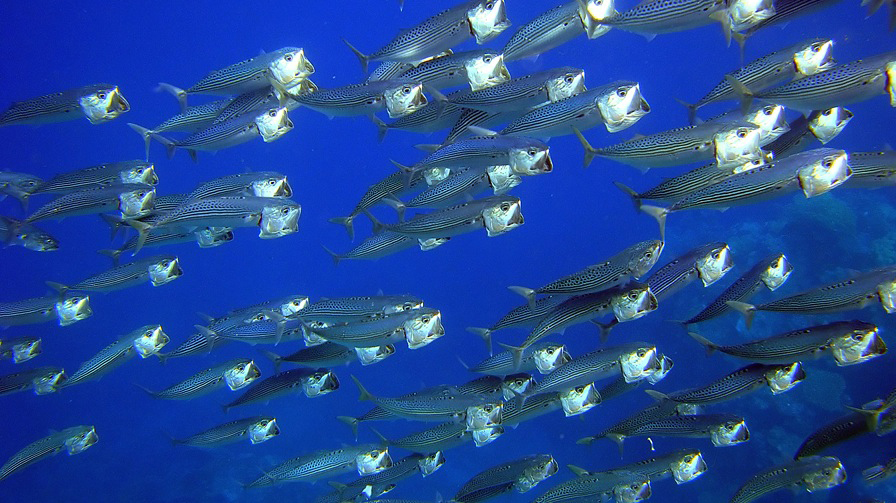
Banc de « maquereaux indiens » (Rastrelliger kanagurta) filtreurs planctonivores (ici en Égypte).

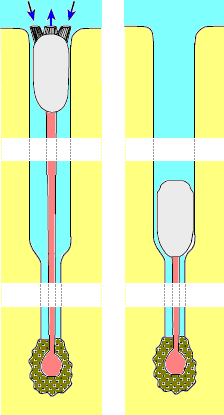
Système de rétraction permettant à certains filtreurs de se protéger de leurs prédateurs en s'enfouissant presque instantanément dans le sédiment.

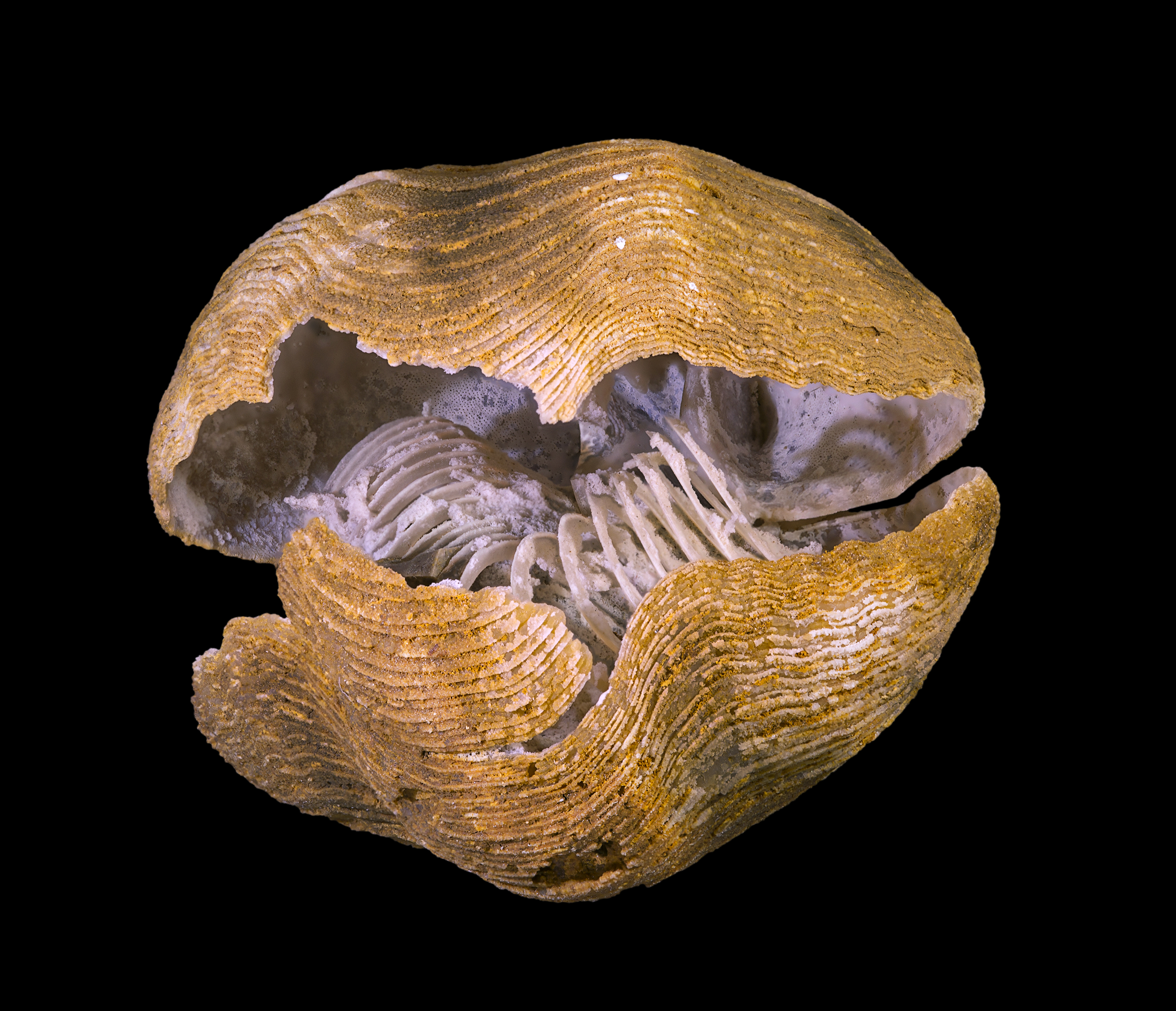
Fossile de Liospiriferina rostrata (synonyme de Spiriferina rostrata) ; ces animaux Brachiopodes filtraient le plancton marin grâce à un organe spécialisé (le lophophore, dont on voit encore ici ce qui est exceptionnel le squelette silicifié). Ce spécimen ayant vécu au Jurassique inférieur a été trouvé dans le Pliensbachien (daté de -189,6 ± 1,5 et -183,0 ± 1,5 million d'années).

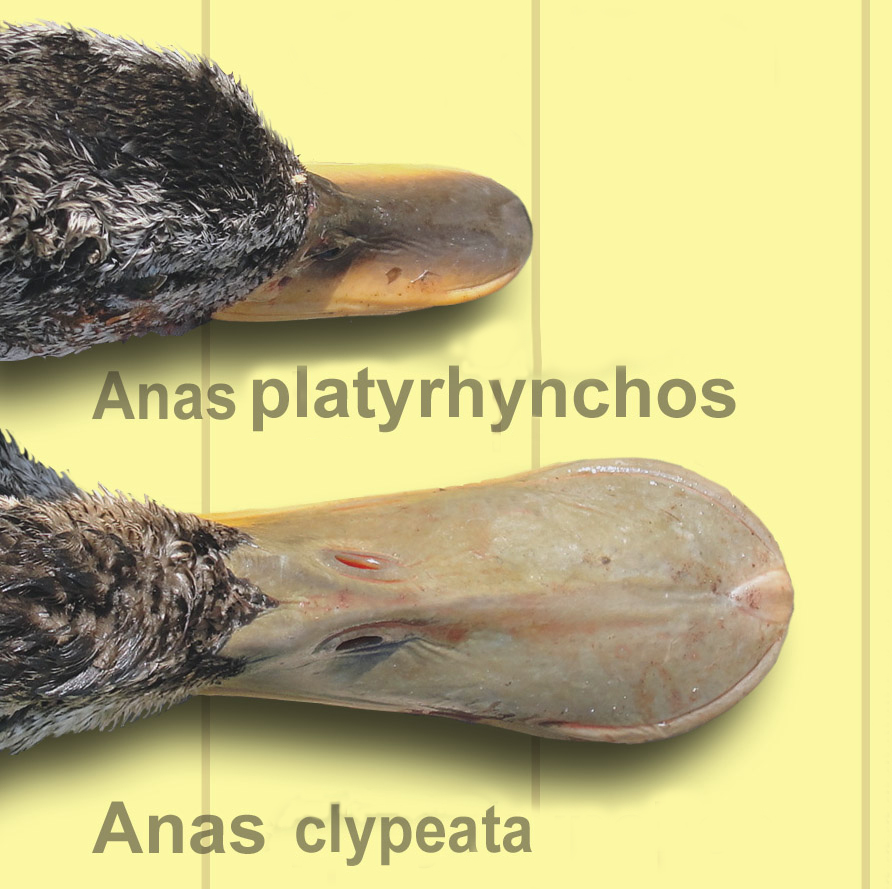
Comparaison de deux becs de canards, dont le second (celui du bas ; Anas platyrhynchos) est adapté à la filtration ; beaucoup plus large et plus long que celui du canard souchet (Anas clypeata).

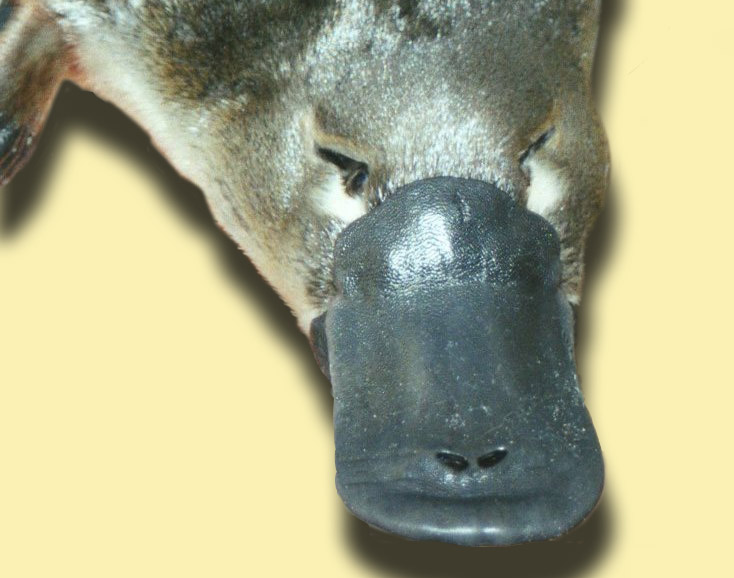
Le bec de l'ornithorynque présente des adaptations qui rappellent celles du canard souchet (« bec » long et large, lamelles osseuses).

Dessin (profil) de la mâchoire et des dents du phoque crabier (Lobodon carcinophagus), formant un organe de filtration du krill antarctique qui constitue 98 % de sa nourriture. Ici, comme chez les baleines à fanon, un filtreur s'alimente d'autres filtreurs.

La microphagie suspensivore (en anglais : filter feeder) est un mode d'alimentation qui consiste à se nourrir d'organismes de très petite taille (phytoplancton, zooplancton) ou de particules organiques alimentaires (microphagie) en les filtrant du milieu aquatique dans lesquelles ils sont en suspension.
Ce mode alimentaire ne concerne donc — par définition – que des animaux aquatiques (dits « suspensivores ». On lui oppose la microphagie déposivore, qui concerne l'alimentation particulaire déposée sur le fond ou attachée aux sédiments. L'une et l'autre nécessitent et suscitent des adaptations spécialisées.
Les particules collectées et consommées par les filtreurs sont du phytoplancton, du zooplancton, vivants ou morts, ou encore des excrétats ou excréments produits par ces derniers ou par d'autres organismes. On retrouve aussi de plus en plus de micro- et nanoplastiques dans leur organisme (y compris chez les espèces consommées par l'Homme).
Les filtreurs comprennent un important sous-groupe d'animaux appelé « suspensivores ». On y trouve par exemple les palourdes, le krill, les éponges, mais aussi des espèces de mammifères telles que les baleines et dugongs et de nombreux poissons dont certains requins (ex. : Requin pèlerin). Certains oiseaux, dont les flamants qui semblent les plus « spécialisés », sont également des organismes filtreurs grâce à un bec dont les côtés (chez le flamant) ou l'intérieur (chez certains canards) sont garnis de lamelles en forme de « peigne ».
Certaines espèces (éponges, coraux, cnidaires...) ont des comportements coloniaux et peuvent contribuer à la formation de récifs et de puits de carbone marins (sous forme de carbonate de calcium CaCO3 principalement).

## Écologie et physiologie
Grâce à des adaptations physiologiques variées,, les filtreurs sont apparus dans presque tous les milieux aquatiques, où ils jouent un rôle très important, voire majeur pour :
- le maintien ou la restauration de la qualité de l'eau (clarification, régulation[4] de la biomasse de plancton et déseutrophisation[5]). 
Leur pouvoir épurateur a cependant des limites et conditions (les filtreurs ont besoin d'oxygène[6] qui peut manquer la nuit ou là où le soleil ne pénètre pas. La plupart des bivalves se ferment hermétiquement quand le milieu devient toxique pour eux. Ils cessent alors de filtrer l'eau (et de l'animer de micromouvements quand il s'agit d'eau stagnante, dans un lac par exemple) ; précisément au moment où l'apport d'oxygène aurait été nécessaire pour la survie d'autres espèces. Leur présence ou pullulation n'évite donc pas certains phénomènes de « zone morte » ni les pullulations de cyanobactéries (devenues fréquentes dans des environnements envahis par des moules zébrées) 
Il faut aussi tenir compte de certaines espèces d'animaux qui fouillent et remuent activement le sédiment pour le filtrer (par exemple dugong, ornithorynque ou canards souchet...). Ces derniers peuvent être source de turbidité (laquelle peut à son tour être source de nutriments pour d'autres filtreurs, bivalves par exemple). La turbidité est parfois le signe d'un flux important de nutriments du sédiment aux organismes de la colonne d'eau, dans le bouchon vaseux des estuaires par exemple[7];
- le « bon état écologique » du milieu aquatique et des écosystèmes adjacents ;
- les cycles biogéochimiques (cycle du carbone et du calcium ou du phosphore[8] en particulier) ;
- le devenir ou la cinétique environnementale (via le réseau trophique ou la fixation dans la coquille) de certains contaminants naturels ou polluants (toxines bactériennes, virus, métaux lourds, radionucléides, PCB, Dioxines, furanes, etc.). Certains filtreurs (oiseaux notamment) peuvent s'intoxiquer plus facilement que d'autres espèces, par exemple en ingérant dans les zones de gagnage depuis longtemps chassées des billes de « plomb de chasse » (grenaille de plomb, issues des munitions), facteur de saturnisme aviaire parfois mortel chez les canards ou flamands qui filtrent la vase. Cette double capacité de filtration et bioaccumulation en fait de bons bioindicateurs de l'état du milieu, ou au moins des biointégrateurs, utilisés comme tels pour le « biomonitoring » de l'environnement.

Ces organismes jouent également un rôle dans le mélange permanent des couches d'eau (là où ils sont présents), participant pour certains aux phénomènes de bioturbation, à grande géographique pour les grands requins ou les baleines.
Trois éléments interviennent dans tout processus de filtration (ils en modulent l'efficience et d'autres caractéristiques) :
1. les particules : Ils sont inertes ou motiles, et à caractériser par leur taille, masse, forme et structure et charge électrostatique dans le cas des très petites particules. 
Des questions d'écotoxicité ou d'appétence peuvent parfois intervenir ;
2. le fluide : ici il s'agit de l'eau, qui est plus ou moins turbulente, vive ou stagnante (vélocité), animée en courant continu (dans une rivière) ou avec effets d'aller et de retour (vagues de l'estran rocheux ou sableux). Cette eau est plus ou moins dense ou visqueuse selon sa salinité, dureté, température et sa teneur en divers éléments (dont mucilages). 
La dynamique des fluides, selon les cas, facilite ou inhibe la capture du plancton par les organismes filtreurs ( ex : Dreissena polymorpha et Dreissena bugensis retiennent moins de plancton quand le courant est très faible ou très fort). L'agitation de l'eau augmente son taux d'oxygène et de particules en suspension. Selon [9]« On comprendra mieux la dynamique de la chaîne trophique de ces écosystèmes lorsque l'on prendra en compte les effets de la dynamique des fluides sur la capacité des organismes de filtrer la nourriture et sur le transport local, du seston par mélange turbulent ».
3. le filtre : Il peut s'agir d'un système (piège) passif ou actif, faisant souvent intervenir des organes spécialisés, dont plaques fibres ou soies, une porosité et/ou un mucus... Diverses stratégies ont été développées par l'évolution pour éviter ou contourner les problèmes de colmatage du filtre.

Rubenstein distingue chez les organismes filtreurs cinq principaux mécanismes de filtration (qui peuvent se combiner) :
1. interception directe des particules[10] ;
2. impaction intertielle[10] ;
3. déposition gravitationnelle (capture passive de la part de l'organisme)[10] ;
4. diffusion de particules douées de motilité ou déposition[10] ;
5. piégeage électrostatique (efficace uniquement quand le courant est très faible)[10].

Les premières équations utilisées pour modéliser la capacité de filtration d'organismes aquatiques dérivent de celles utilisées pour la filtration d'aérosols. Elles sont à valider par les expériences de laboratoire et observations faites dans la nature.

## Enjeux

### État, pression et menaces pour les «filtreurs», services écosystémiques
L'importance écologique de ces organismes en tant que filtreur ou organismes bioconstructeurs récifaux n'a été que récemment établie. Beaucoup de filtreurs sont des « espèces facilitatrices », voire des « espèces-ingénieur », ou espèce clé-de-voûte dans le cas des coraux.
La plupart des organismes filtreurs importants ont été surexploités, dont notamment les baleines, dugongs, tortues, moules et huîtres, ou autres bivalves au point que leurs populations se sont rapidement effondrées au XIXe ou XXe siècle, n'ayant dans les meilleurs des cas recouvré qu'une faible part de leur ancienne abondance. La surpêche d'espèces pélagiques ou récifales, et en particulier des requins ou des poissons destinés à la farine de poisson se poursuit, même si pour certaines espèces le nombre de prise associé à un même effort de pêche a considérablement diminué.
Ils sont particulièrement vulnérables à la pollution plastique (micro- et nanoplastiques qui d'adsorbent et libèrent de nombreux polluants), retrouvés dans les huitres, coques ou moules, même si la dépuration peut en éliminer une partie).

### Importance écologique
Les suspensivores ont une grande importance écosystémique. D'abord, ils jouent un rôle important pour l'auto-épuration des milieux, fournissant ainsi des services écosystémiques irremplaçables. Certains d'entre eux (Chironomidae, bivalves et coraux notamment jouent aussi un rôle majeur dans le cycle du carbone et d'autres éléments).
Concernant les bivalves ; la majorité sont des filtreurs (Seules quelques espèces sont prédatrices et/ou foreuses).
Les néphridies (équivalent du rein et des organes excréteurs) de ces mollusques leur permettent de filtrer et éliminer les déchets, polluants ou toxines biologiques. Certains de ces toxiques sont dégradés, métabolisés ou fixés dans la chair de l'animal, d'autres sont pour partie accumulés dans la coquille au fur et à mesure de sa croissance (stratégie de détoxification) et d'autres encore peuvent être éliminés sous forme d'excrétats susceptibles d'être intégrés dans le sédiment où ils resteront inoffensifs tant que le sédiment n'est pas remué ou exploité pour l'alimentation ou comme habitat par d'autres espèces.
Certains bivalves vivent enfouis dans le sable, dans la vase ou dans une galerie creusée dans le bois ou la roche. Ils s'alimentent grâce à un siphon s'ouvrant à la surface du sédiment ou de leur galerie.
Ainsi les huîtres (trouvées jusqu'à l'entrée de certains estuaires dans les eaux saumâtres) aspirent l'eau par des battements de cils. Le phytoplancton, zooplancton, les bactéries et d'autres particules en suspension dans l'eau sont captés et piégés par les branchies et leur mucus, puis transportés jusqu'au tube digestif où ils sont digérés et pour les « résidus » expulsés comme matière fécale ou « pseudofeces ». 
Chaque huître filtre ainsi jusqu'à cinq litres d'eau par heure et un seul estuaire peut contenir des millions d'huîtres qui formaient même autrefois de véritables récifs pouvant jouer à la fois un rôle de protection ou atténuation contre les tempêtes, les vagues ou de petits tsunamis, et un rôle majeur d'abris pour les poissons et d'autres espèces et de filtration.
Les archives et les cartes marines et littorales conservent des témoignages et de nombreux noms de lieux évoquant les récifs ou de grandes abondances d'huîtres, d'huîtres perlières ou de conques ; autrefois si abondants qu'ils présentaient localement un danger pour la navigation. Il n'en reste généralement aujourd’hui que des massifs de coquilles vides, en raison de la pollution, de l'introduction de parasites, d'aménagements portuaires ou estuariens, de l'exploitation des coquilles ou d'une destruction par les chaluts ou par la surexploitation des colonies de coquillages par la pêche à pied. Cette régression a des conséquences écologiques.
Les coquilles se conservent relativement bien et peuvent être datées. Les paléontologues et écologues disposent ainsi d'archives naturelles sur notre paléoenvironnement, permettant d'étudier les variations d'abondance des moules ou huîtres au cours des âges. On sait ainsi que depuis environ 1200 ans, les populations européennes d'huîtres sont d'abord restées très stables (durant près de 1000 ans), les naissances compensant les mortalités naturelles. Puis elles ont fortement augmenté, en coïncidence avec un apport accru de sédiments provenant de la terre, liés au ruissellement accru, induits par la destruction des zones humides et l'érosion induite par le fort développement du labour agricole à partir des années 1750. La biomasse en huître a alors triplé en un siècle (de 1830 à 1930) puis a connu un développement encore plus spectaculaire au début du XIXe siècle (multiplication par 8 en environ 50 ans), jusqu'à un « pic » d'augmentation, en 1884, avant un brutal effondrement des populations de récifs d'huîtres, en grande partie à cause du dragage mécanique des chenaux, ports, estuaires, pour les besoins de la navigation ou pour l'exploitation des coquilles qui étaient broyées et utilisées comme amendement agricole et complément alimentaire pour la volaille (source de calcium pour les œufs). Les données disponibles pour l'Europe « montrent clairement que les huîtres ont été en mesure de limiter le risque d'eutrophisation induite par l'augmentation des entrées d'éléments nutritifs de 1750 à 1930, avant que les populations ne s'effondrent suite à leur surpêche » ; Les scientifiques ont ainsi estimé que les populations naguère florissantes d'huîtres de la baie de Chesapeake filtraient l'équivalent de la totalité du volume d'eau de l'estuaire des nutriments en excès tous les trois ou quatre jours. Aujourd'hui, les huîtres ont régressé, et les nutriments ont augmenté, faisant que ce même processus prendrait presque un an. Les services écosystémiques rendus par les bivalves filtreurs se sont dégradés, engendrant des problèmes de pollution, de sédimentation, de fragilisation des littoraux et de pullulations de bactéries ou d'algues pouvant poser de graves problèmes écologiques (jusqu'aux zones mortes). Ces problèmes pourraient être aggravés par les fuites de toxiques attendues à partir du début du XXe siècle en provenance des centaines de dépôts immergés de munitions, dans la plupart des mers du monde.
Les moules et huîtres et d'autres filtreurs sont susceptibles de capturer et bioaccumuler de nouveaux polluants. Certaines roches sont entièrement constituées de milliards de coquilles fossilisées de bivalves accumulées parfois sur plusieurs mètres d'épaisseur. Elles témoignent du rôle majeur joué par ces espèces dans les cycles biogéochimiques planétaires.

### Importance sanitaire
- Dans les écosystèmes naturels, les filtreurs jouent a priori un rôle favorable notamment en entretenant une eau et des sédiments plus propres. 
Des filtreurs sont déjà utilisés dans certains systèmes intégrés d'aquaculture biologique qui produisent par exemple à la fois des poissons, des algues et des moules, et ils pourraient peut-être aussi être utilisés dans certains systèmes d'épuration (par exemple d'eaux polluées par la pisciculture)[18].
- Inversement, l'artificialisation des cours d'eau (endiguement, berges artificielles, tubages et barrages..) peuvent être source de dégradation de la santé des habitants de la région. Ainsi la construction de grands barrages et de grands réservoirs en Afrique a conduit à augmenter les sites de reproduction de certaines espèces indésirables dont les larves sont « filtreuses »  (par exemple certains moustiques piqueurs transmettant le paludisme et des mouches vectrices d'onchocercose)[19],[20],[21].

### Phénomènes d'invasion biologique
Alors que de nombreuses espèces autochtones régressaient, pour des raisons souvent mal comprises et a priori multifactorielles, plusieurs espèces de filtreurs, introduites hors de leur habitat naturel sont en quelques décennies devenues invasives, dans le monde entier.
Ce phénomène est particulièrement marqué en eau douce (canaux, réservoirs, étangs et lacs) de la région holarctique depuis les années 1970 (Exemple : invasions biologiques dues à  Dreissena polymorpha, corbicula fluminea ou moindrement Sinanodonta woodiana... en Europe, à titre d'exemple). Il est étudié avec attention dans l'hémisphère nord depuis les années 1990, mais le problème se pose aussi en Amérique du Sud avec par exemple la palourde asiatique Corbicula fluminea et la moule dorée (Limnoperna fortunei).
Dans ces cas, les filtreurs bivalves non-autochtones prennent les caractéristiques d'espèces-ingénieur qui modifient fortement l'environnement, avec des impacts écologiques et économiques significatifs ;
- du point de vue économique, elles induisent des frais anormaux d'entretien ou réparation : elles bouchent des canalisations, nuisent au bon fonctionnement de vannes, de clapets ou d'écluses ou encore de conduites et parfois d'échangeurs de chaleur de centrales électriques, dont nucléaires, obligeant à polluer l'eau avec de puissants biocides (chlorés en général, avec le risque d'induire l'apparition de pathogènes on invasifs chlororésistants.
- Du point de vue écologique, ces espèces affectent directement et/ou indirectement la disponibilité des ressources spatiale et alimentaires des espèces autochtones en modifiant physiquement et biochimiquement l'environnement. Les bivalves invasifs colportés par les péniches, navires et barques ou matériels utilisées pour la pêche et d'autres loisirs aquatiques colonisent souvent d'abord des milieux eutrophes ou artificialisés par l'homme avec des densités élevées et souvent de larges distributions spatiales. Ces espèces modifient la bioturbation, la turbidité (pénétration accrue de la lumière dans la colonne d'eau) les flux d'énergie et notamment près du fond et des berges l'écoulement de l'eau (contraintes de cisaillement dues à la présence des coquilles vivantes (puis mortes sur le fond). Elles modifient surtout la disponibilité en substrat colonisable et en refuges pour les autres organismes). En filtrant l'eau elles ont aussi un certain effet positif..

Certains biologistes estiment que « leurs effets d'ingénierie devraient recevoir un examen plus sérieux lors des initiatives de restauration et de gestion écologique des milieux ».

## Exemples de filtreurs

### Poissons
La plupart des « poissons fourrage » (en anglais : Forage fish) sont des organismes filtreurs. 
C'est le cas par exemple du menhaden de l'Atlantique, qui s'alimente de plancton capturé entre deux eaux peut filtrer 4 à 15 litres d'eau à la minute et ainsi jouer un rôle important dans la clarification de l'eau des océans (la lumière et les UV pénètrent plus profondément dans l'eau claire), le cycle du carbone et les cycles biogéochimiques. 
Ces poissons sont un frein naturel à certains blooms planctoniques, et aux marées rouges qui peuvent poser de graves problèmes écotoxicologiques ainsi que des phénomènes de zone morte.
Outre des poissons osseux tels que le menhaden, des espèces des quatre sous-classes de requins appartiennent également au groupe des filtreurs.
- Le requin baleine est le plus grand des requins filtreurs ; Il se nourrit en aspirant une gorgée d'eau, ferme la bouche et expulse l'eau via ses branchies. Lors du léger délai entre la fermeture de la bouche et l'ouverture des volets branchiaux, une partie du plancton est piégée contre des « denticules cutanés » qui bordent ses plaques branchiales et son pharynx. Cette structure (modification d'un organe cartilagineux faisant partie du système branchial ; branchiospine) forme un tamis, qui laisse passer l'eau en retenant toutes les particules planctonique de plus de 2 à 3 mm de diamètre, qui sont ensuite avalées. Des requins-baleines ont été observées en train de « tousser », supposément pour dégager leur système de filtration d'une accumulation de particules[26],[27],[28].
- Le requin grande gueule (Megachasma pelagios) est une espèce rarissime de requin (qui n'a été découverte qu'en 1976, avec depuis quelques dizaines d'observations seulement). Comme le requin pèlerin et le requin-baleine, il possède des fanons et consomme du plancton et des méduses, mais il se distingue par une large tête aux lèvres caoutchouteuses et une bouche entourées d'organes lumineux dont on pense que la nuit ou en profondeur ils attirent le plancton ou petits poissons, alors plus faciles à manger.
- Le requin pèlerin est filtreur passif qui avance bouche grande ouverte dans l'eau en filtrant le zooplancton, ainsi que de petits poissons et divers invertébrés. il filtre ainsi plus de 2 000 tonnes d'eau par heure[29]. Contrairement aux requins grande gueule et au requin-baleine, le pèlerin ne semble pas rechercher activement sa nourriture, mais on sait qu'il possède de grands bulbe olfactifs qui peuvent le guider vers les lieux où le plancton est moins rare ou très abondant. Contrairement aux autres grands filtreurs, il doit se déplacer pour faire entrer l'eau dans sa bouche et la filtrer[29].
- La raie manta appartient aussi à la sous-classe des requins. Quand elle en a l'occasion, elle peut - en filtrant l'eau - manger les œufs pondus par les grands bancs de poissons et se nourrir des œufs en suspension dans l'eau, ainsi que les spermatozoïdes. 
Cette stratégie est également utilisée par les requins-baleines.
- Divers poissons d'eau douce se nourrissent en filtrant l'eau qui alimente leurs branchies en oxygène. Les particules alimentaires sont prélevées en pleine eau, mais plus souvent sur le fond, dans les graviers, dans la vase ou sur les substrats. 
C'est le cas par exemple de la brême (Abramis brama, Cyprinidae) qui présente une structure branchiale tridimensionnelle particulière associée à des crêtes charnues transverses situées à la face supérieure des arcs branchiaux (formant un système de canaux apte à retenir les particules nutritives), avec un « élément racleur osseux latéral »[30]. Ce système semble pouvoir s'adapter à la taille du plancton présent, via le mouvement des branchicténies, récemment démontré par radiocinématographie et utilisation de « nourriture marquée » montrant le piégeage des particules « au point médian des arcs branchiaux »[30].

### Crustacés

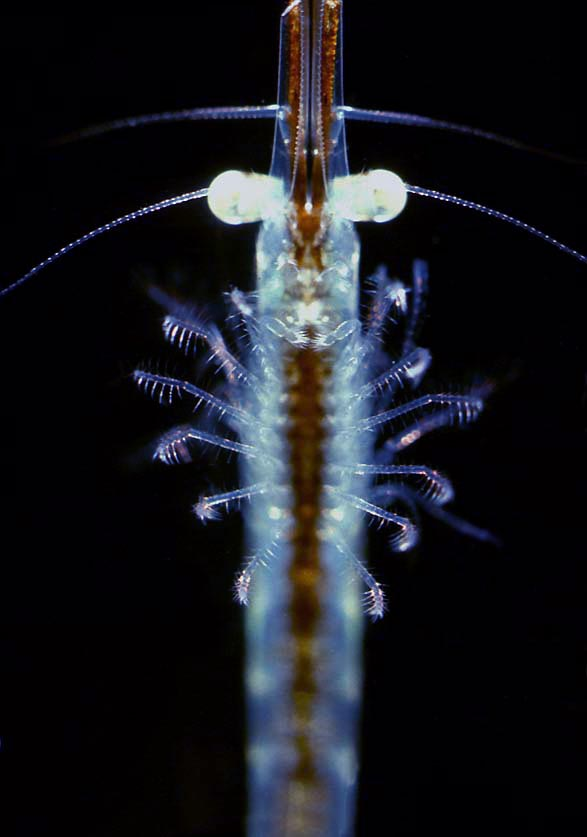
Organe de filtration d'une crevette de la famille des Mysidae

- Les Mysidacea sont des crevettes de 3 cm de long environ qui vivent près des côtes et planent au-dessus du fond marin sans cesser de recueillir des particules avec leur organe de filtration. Ces animaux jouent un rôle dans la filtration de l'eau et sont une source importante de nourriture pour des poissons tells que le hareng de l'Atlantique, la morue, le flet ou encore le bar rayé. Les Mysidés présentent une résistance élevée aux toxines présentes dans les zones polluées, qu'elles peuvent bioaccumuler sans en mourir. Elles peuvent ainsi contribuer à une bioaccumulation de métaux lourds, métalloïdes ou autres toxiques dans le réseau trophique, en contaminant leurs prédateurs jusqu'aux les superprédateurs.
- Le krill de l'Antarctique parvient à capturer le phytoplancton mieux qu'aucun autre animal de sa taille, grâce à un dispositif très efficace de filtration de l'eau[31]. Ses six thoracopodes forment un organe de filtration très efficient (présenté sur l'image animée du haut de cette page, en situation de nage stationnaire à un angle de 55 degrés. En présence de concentrations de particules alimentaires plus basses, ce « panier d'alimentation » est poussé dans l'eau par l'animal sur plus d'un demi-mètre, en position ouverte, puis il est refermé et les algues y sont poussées vers la bouche par un peigne composé de soies spéciales présentes sur le côté intérieur des thoracopodes.
- Crabes : Plusieurs espèces de crabes (ex : Crabe porcelaine) ont des appendices alimentaires couverts de fines soies utilisées par ces animaux pour filtrer les fines particules de l'eau courante ou mis en suspension dans l'eau par eux quand ils se nourrissent.
- Toutes les (1 220) espèces connues de balanes sont des organismes filtreurs. Ces organismes fixés utilisent des organes de filtration qui sont en fait des pattes, transformées (au cours de l'évolution) en « peignes » captant le plancton dans l'eau.
- De jeunes écrevisses américaines élevées dans un milieu riche en algues en suspensions grandissent plus vite qu'avec des diètes solides, montrant que cette espèce peut aussi s'alimenter en filtrant le plancton de l'eau au moyen d'un filtre constitué « par les premiers maxillipèdes et les maxilles. Il y a quatre types de soies sur les appendices buccaux et la répartition des soies du filtre (4–5 μm d'espacement) est à peu près la même chez les adultes et chez les jeunes Orconectes immunis. Il semble que les jeunes doivent s'alimenter par filtration, alors que chez les adultes ce mode d'alimentation paraît facultatif »[32].

### Insectes
Dans les eaux douces, du niveau des torrents à celui des estuaires, diverses espèces, genres et familles d'insectes aquatiques, sont également suspensivores (souvent uniquement à l'état de larve).
- Certaines espèces (chironomidae) vivent dans un « tube » (tube protecteur, vertical à horizontal, droit à courbe voire en forme de « J » ou de « U »), tube[34] qui peut également jouer un rôle chez le chironome par exemple[35]. Les insectes filtreurs contribuent à épurer l'eau et à contrôler la population de phytoplancton et à accélérer la minéralisation de la matière organique (Ex : en microcosmes (laboratoires), en présence de larves de chironomes, les algues en suspension dans la colonne d'eau sont rapidement filtrées, et la minéralisation de la matière organique sédimentée est accélérée (d'un facteur trois), grâce à une stimulation de l'activité microbienne et de la décomposition de la matière organique dans les sédiments. Les chironomes sont donc des espèces facilitatrices.
- Les insectes à larves suspensivores constituent souvent un maillon important du réseau trophique[33] (chironomes par exemple, dont la densité de larve peut atteindre 100 000 /m2[35].
- Certaines espèces d'insectes aquatiques filtreurs comme les moustiques chironomidés, ne piquent pas alors que d'autres (ex : culex) ont des femelles qui piquent l'homme et sont vecteurs de maladies et zoonoses, comme d'ailleurs les Simuliidae[36],[37]. La lutte antivectorielle en faisant disparaitre de telles espèces peut modifier les écosystèmes.
- Parmi les nombreuses espèces de trichoptères, ceux de la famille des Hydropsychoideales sont le plus souvent filtreurs (à l'état de larves). Les Neureclipsis vivant dans les cours d'eau de la zone holarctique ont des larves qui se nourrissent en piégeant de petits animaux dans le courant[38],[39] dans des « filets » irrégulièrement tissés en forme de corne d'abondance (jusqu'à 20 cm de longueur).

### Mammifères
- Les mammifères se nourrissant en filtrant l'eau sont assez rares. Ce sont principalement les baleines à fanons. Ces grands cétacés forment le sous-ordre des mysticètes ; Ils ont perdu les dents de leurs ancêtres et disposent de fanons formant des « plaques » capables d'efficacement filtrer leur nourriture dans une grande quantité d'eau, ce qui les distingue de l'autre sous-ordre des cétacés constitué de baleines à dents (Odontoceti).
- En termes de biomasse vivante comme en termes de quantité de plancton annuellement ingéré, on trouve cependant devant les baleines, le  Lobodon carcinophagus (une sous-embranchement du Chordata phylum des animaux, communément appelés « phoques crabiers ». On a estimé que cette espèce (encore commune en antarctique et dont les individus peuvent vivre jusqu'à 25 ans et atteindre 300 kg) consomment plus de 80 millions de tonnes de krill chaque année;
- Les Dugongs absorbent aussi une partie de leur alimentation en filtrant le sédiment superficiel.
- l'ornithorynque (Ornithorhynchus anatinus) fait de même. S'il chasse aussi des écrevisses), il est en grande partie filtreur ; grâce aux plaques cornées de sa bouche en forme de bec élargi, il ingère les petits, escargots d'eau, petits crustacés ou vers et larves (principalement larves de trichoptères (Trichoptera) qui en Tasmanie constituent 64 % de son alimentation estivale (41 % en hiver) en Tasmanie[40].

### Oiseaux

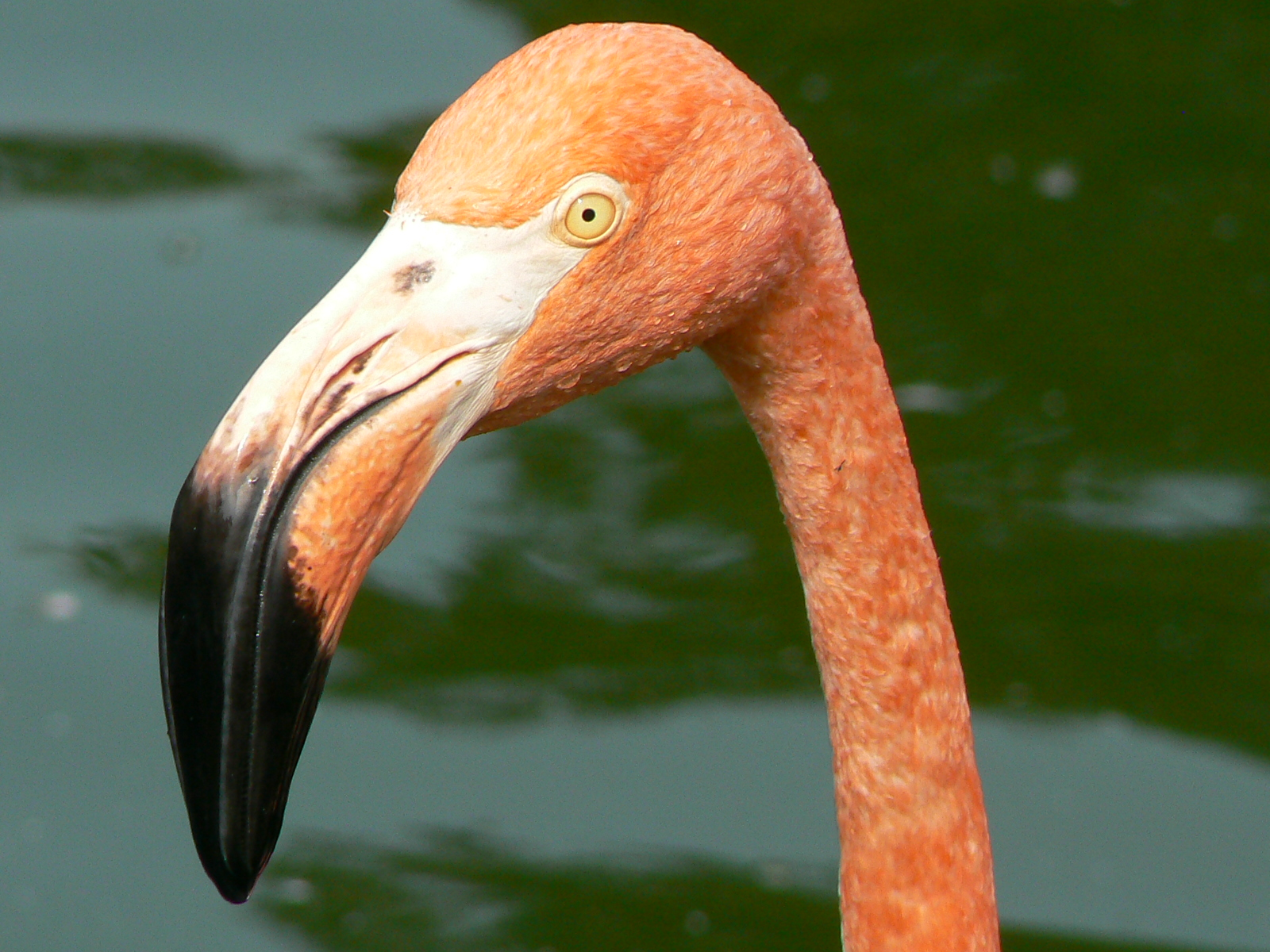
Le bec des flamants est un organe de filtration adapté à la recherche d'aliments faite tête en bas

- Les flamants roses sont les « oiseaux filtreurs » les plus connus, mais ils ne sont pas les seuls.

Leur bec curieusement recourbé est spécialement adaptés à la filtration de la vase ou d'eaux salées riches en zooplancton. la filtration des animalcules est permise par des structures velues en forme de lamelles qui bordent les mandibules, et une grosse langue à surface rugueuse.
- Quelques manchots et pingouins disposent également de structures filtrantes, moins performantes que chez les flamants, notamment concernant le système de « pompage » de l'eau. 
Quelques canards en possèdent aussi, le plus performant étant de ce point de vue
- Le canard souchet grâce à des plaques spécialisées garnissant l'intérieur de son long et large bec peut se nourrir en filtrant les sédiments, mieux que d'autres espèces telles que le colvert dont le bec est également élargi et garni de plaques cornées filtrantes, avec une langue élargie, mais moins que celui du souchet.
- La langue est également adaptée : chez les canards, elle est dans la mandibule supérieure, alors que le flamand qui filtre l'eau tête en bas la loge dans sa mandibule inférieure.

### Bivalves
Les Bivalves sont des mollusques à double coquille (à deux valves). Ils ont depuis des millions d'années colonisé les océans, ainsi que les eaux douces et saumâtres. Ils y filtrent l'eau. Ce faisant ils participent à la captation du carbone et du calcium, en les extrayant de la matière organique en suspension. Ils contribuent aussi à éliminer diverses toxines du milieu. On en connait plus de 30 000 espèces, dont les pétoncles, palourdes, huîtres et moules.
Des mesures de cytométrie en flux combinées à l'étude de leurs pseudofaeces et faeces ont prouvé que les bivalves étaient capables (grâce aux palpes labiaux) de sélectionner leurs proies et de n'en absorber que certaines. Ce « choix » varie selon l'espèce. Une diversité de bivalves consommant différentes proies est donc importante pour l'équilibre écologique du milieu. Ceci explique aussi la propension de certains coquillages à accumuler des toxines planctoniques (Ex : Dans une culture cellulaire mixte en suspension dans l'eau, l'huitre Ostrea edulis capture préférentiellement les dinoflagellés).

### Éponges

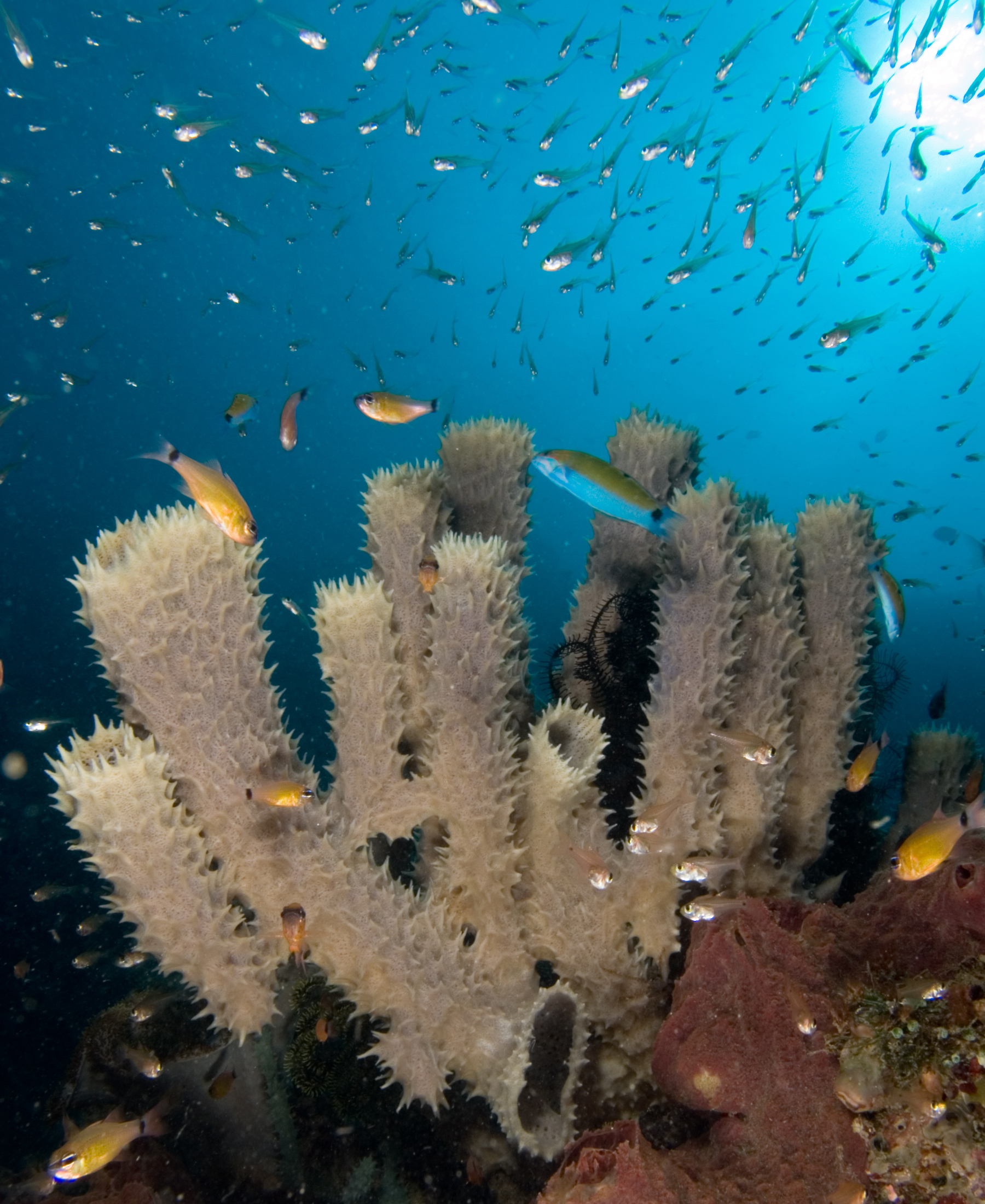
Éponges de forme tubulaires, attirant de petits poissons récifaux

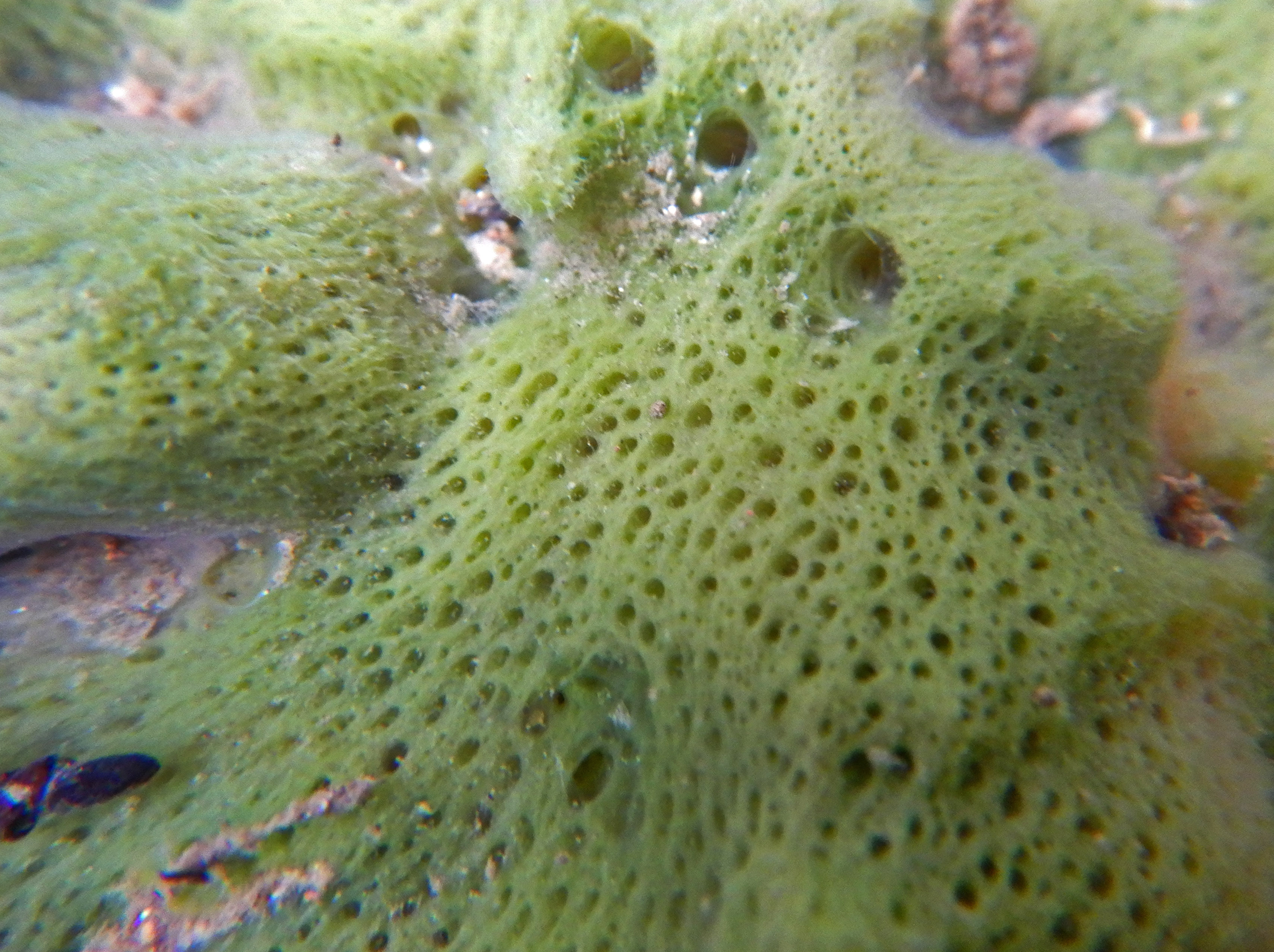
éponge d'eau douce (Spongilla lacustris) ; spécimen particulièrement riche en pores inhalants.

- Les Éponges sont des organismes animaux dits « primitifs » très anciens, également tous filtreurs. Ils n'ont pas de véritable système circulatoire ; Leur organisme constitue un filtre capable de créer un courant d'eau dans lequel elle prélèvent leurs nutriments. Les gaz dissous sont conduits jusqu'aux cellules et y pénètrent par simple diffusion. 
les déchets métaboliques sont également directement transférés dans l'eau par diffusion. De nombreuses éponges pompent et filtrent des quantités d'eau remarquables et de manière très efficiente.

Le genre Leuconia, par exemple, rassemble des éponges d'environ 10 cm de hauteur et de 1 cm de diamètre. On estime que l'eau y pénètre via plus de 80 000 canaux à une vitesse de 6 cm par minute. Mais comme les Leuconia utilisent plus de 2 millions de chambres flagellées dont le diamètre combiné est beaucoup plus grande que celui des canaux, le débit d'eau est ralenti dans les chambres à 3,6 cm/h. Un tel débit permet à l'éponge de facilement capturer sa nourriture. Toute l'eau est expulsée par un seul orifice (dit « oscule ») à une vitesse d'environ 8,5 cm par seconde, une force capable de déporter le jet et son contenu à une distance suffisante de l'éponge pour qu'elle ne filtre pas toujours en grande partie la même eau là où il n'y a pas de courant.

### Cnidaires
Des organismes mobiles tels que la méduse commune (Aurelia aurita) peuvent d'un certain point de vue être assimilée au groupe des filtreurs suspensivores. Le mouvement de leur tentacules très fine est si lent que les copépodes et autres petits crustacés n'y réagissent pas par un réflexe de fuite, et se laissent piéger.

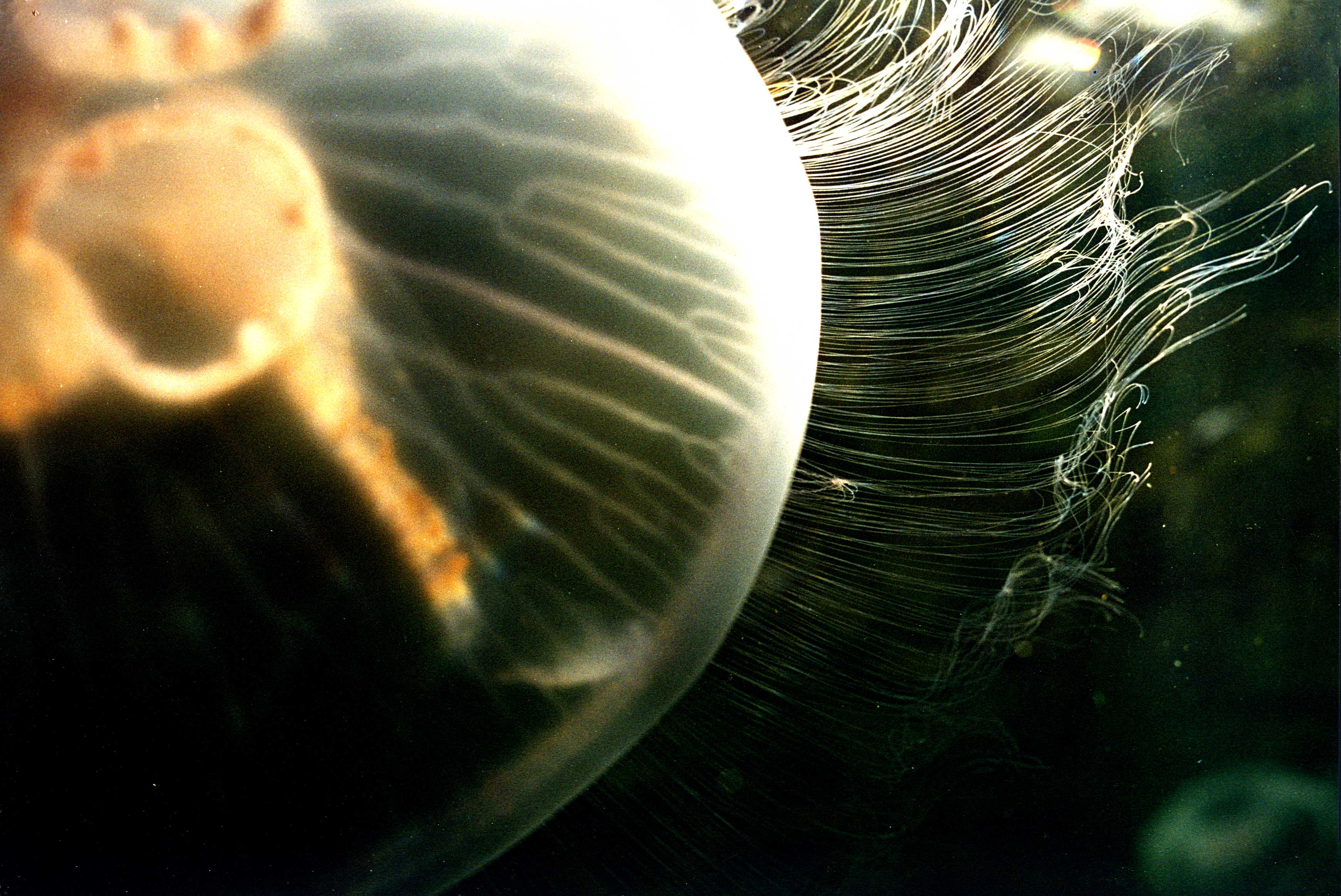
Aurelia en mer Baltique montrant ses tentacules en action.
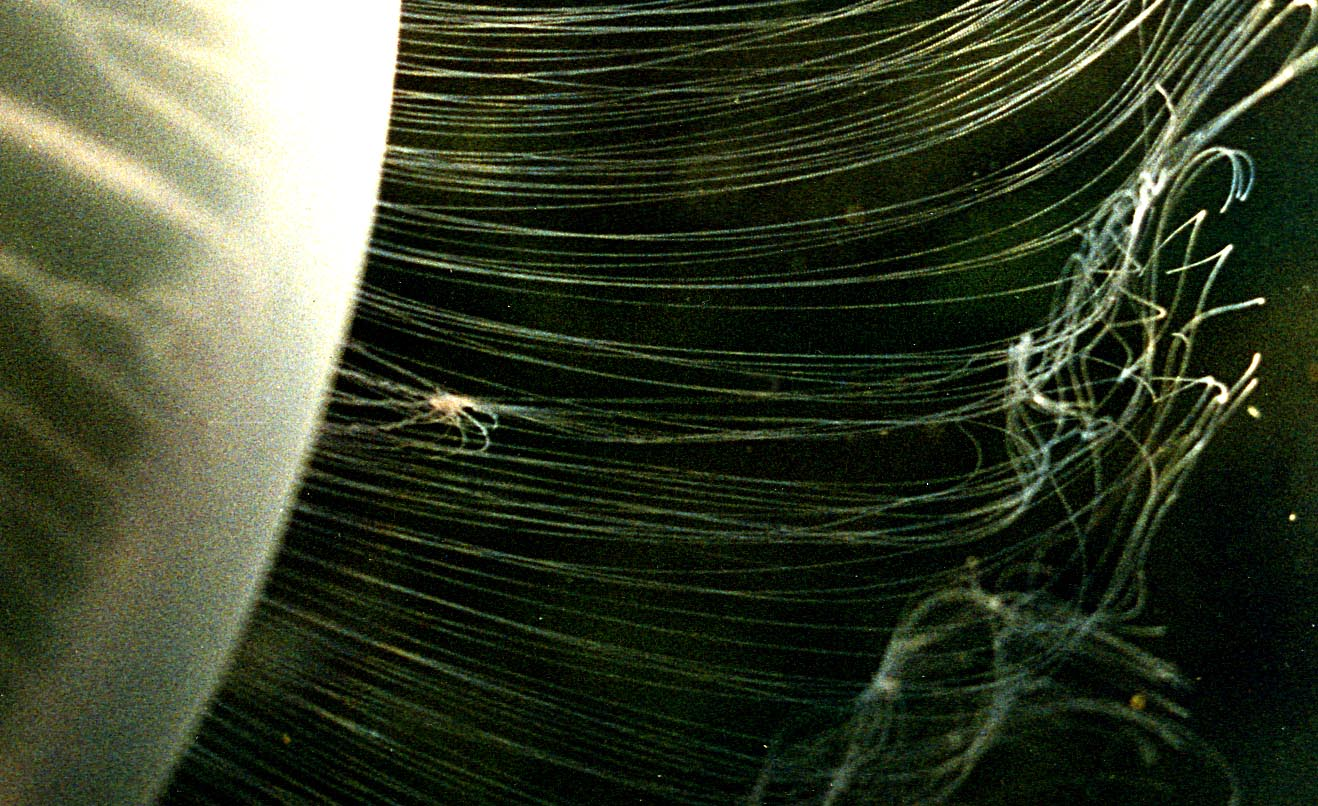
Vue grossie de la capture d'une proie, probablement un copépode
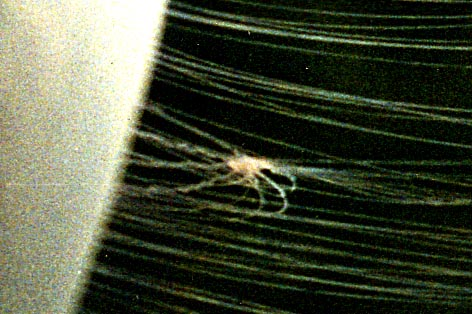
La proie est attirée vers la méduse par la contraction des tentacules (photo/Ecoscope).

Quelques exemples de taxons filtreurs parmi les cnidaires

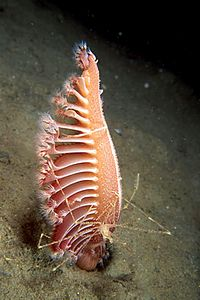
Exemple de Pennatulacea (Pennatula rubra)
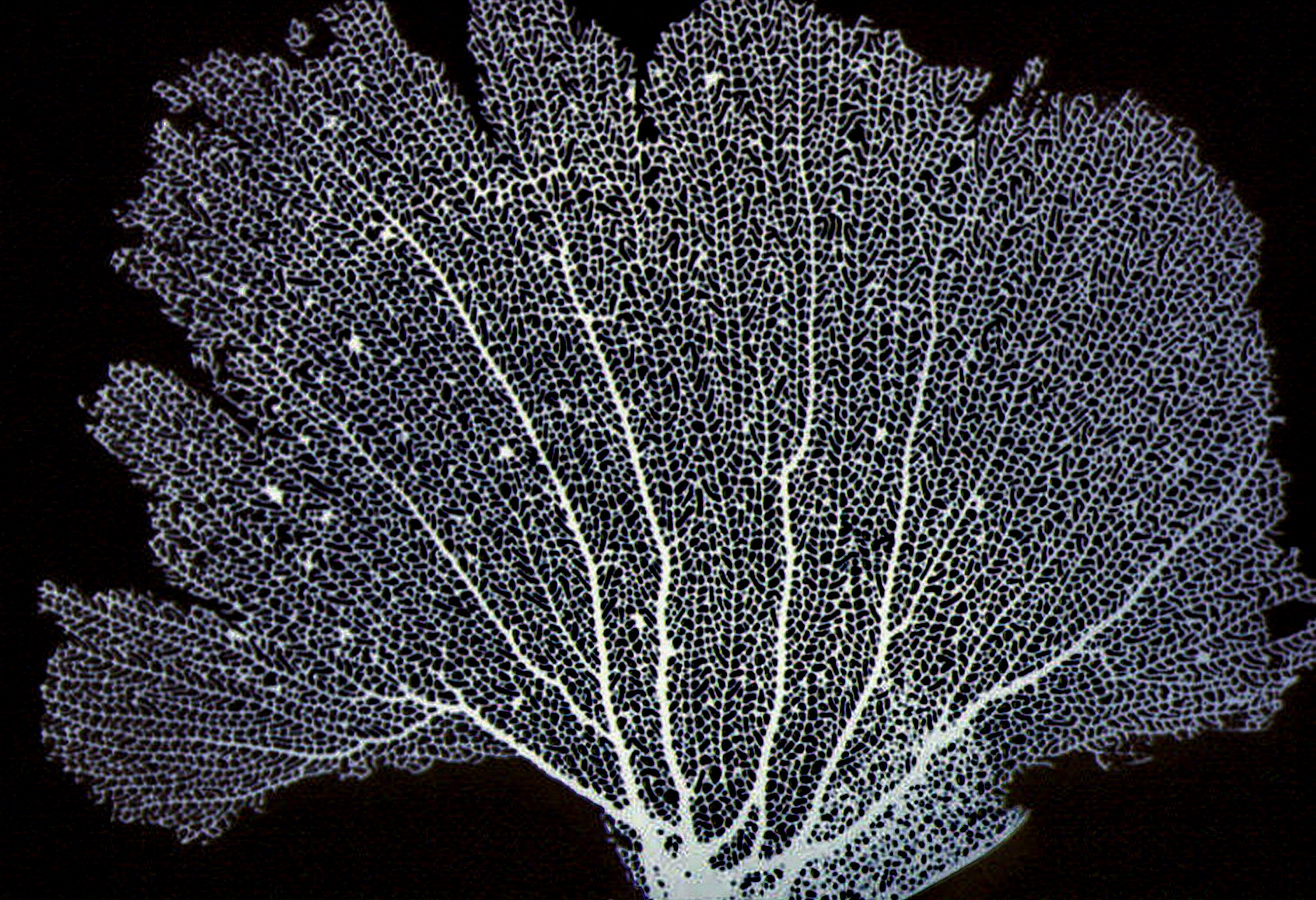
Exemple de Gorgonacea
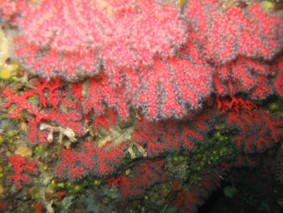
Corail rouge
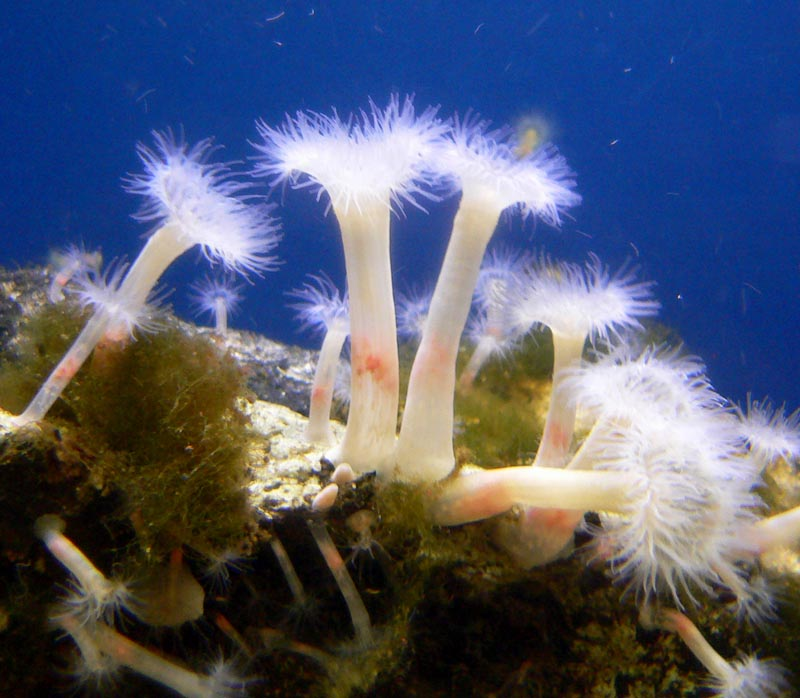
Exemple de Metridium (Metridium senile)
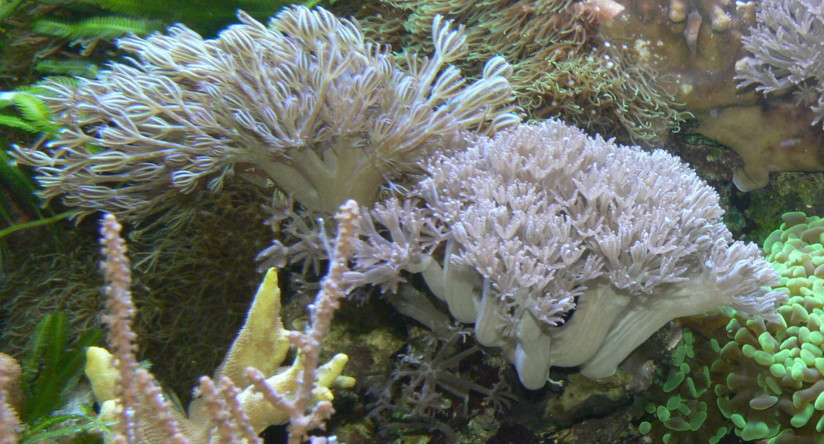
Exemple de Xenia

### Autres filtreurs
D'autres exemples de filtre d'alimentation organismes suivants:
- Brachiopoda (phylum du sous règne des Eumetazoa où l'on classe des coquillages filtreurs, généralement capables de rapidement et profondément s'enfouir dans le sédiment s'ils se sentent menacés ;
- Branchiopodes (classe qui au sein du phylum des arthropodes regroupe des crustacés primitifs vivant surtout en eau douce) ;
- Bryozoaires (phylum des Eumetazoa regroupant des animaux, souvent coloniaux formant des croutes ou des tapis sur les rochers, récifs et fonds marins ;
- Canalipalpata (ordre de vers polychètes) ;
- Ctenophora (phylum des Eumetazoa regroupant des animaux communément dits « Cnétophores ») ;
- Echiura (ordre de vers polychètes[43] ;
- Entoprocta (phylum des Eumetazoa, groupant des vers dits appelés « vers caliciformes » ;
- Holothuroidea, classe d'Echinodermata groupant des animaux dits « concombres de mer » ;
- Phoronida et Sipuncula, deux phylums des Eumetazoa regroupant des animaux, communément dits « vers fer à cheval » et « vers arachides » ;
- Urochordata ou tuniciers, sous-embranchement des chordés (Chordata) regroupant des animaux communément appelés « ascidies »).

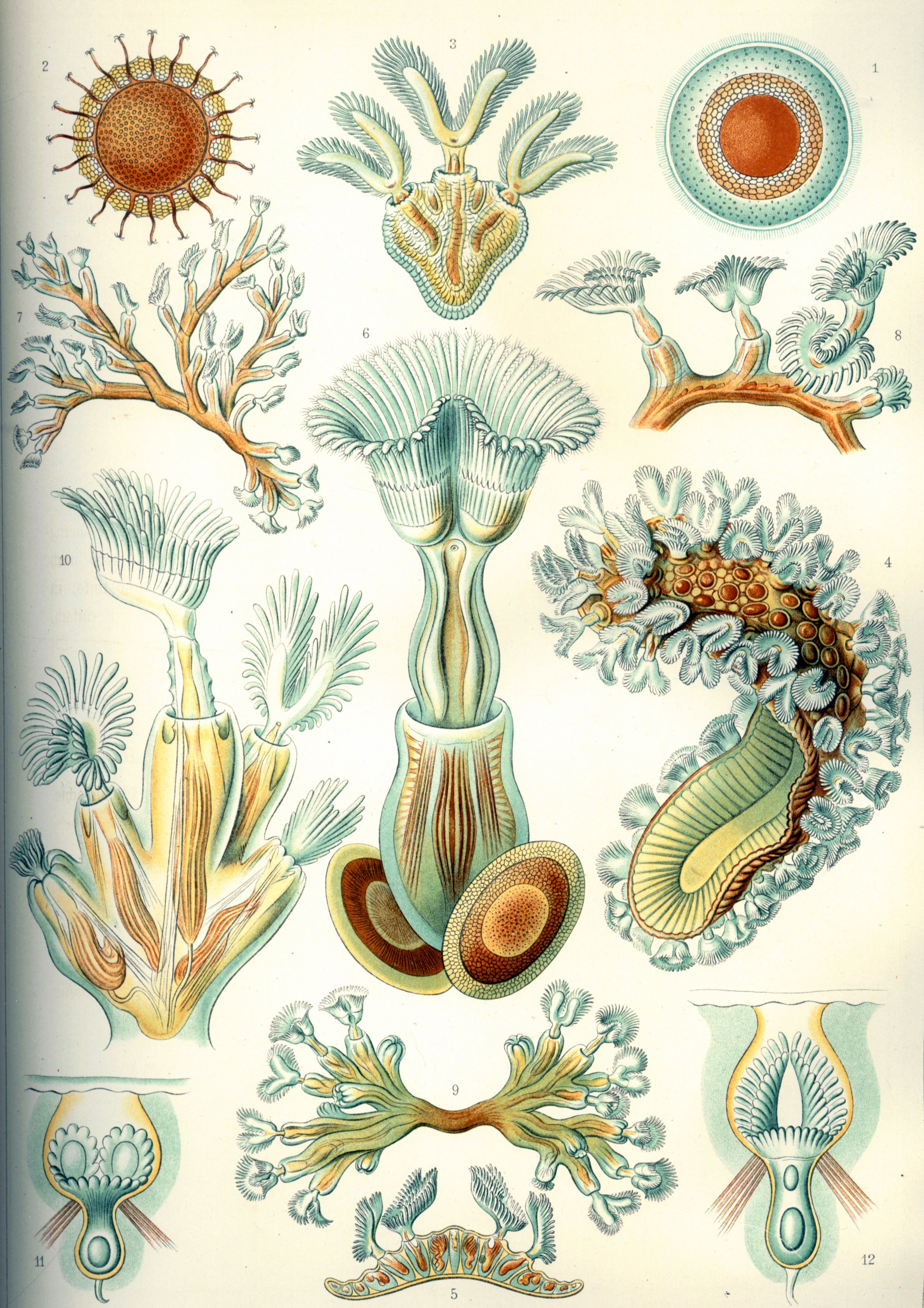
Bryozoaires
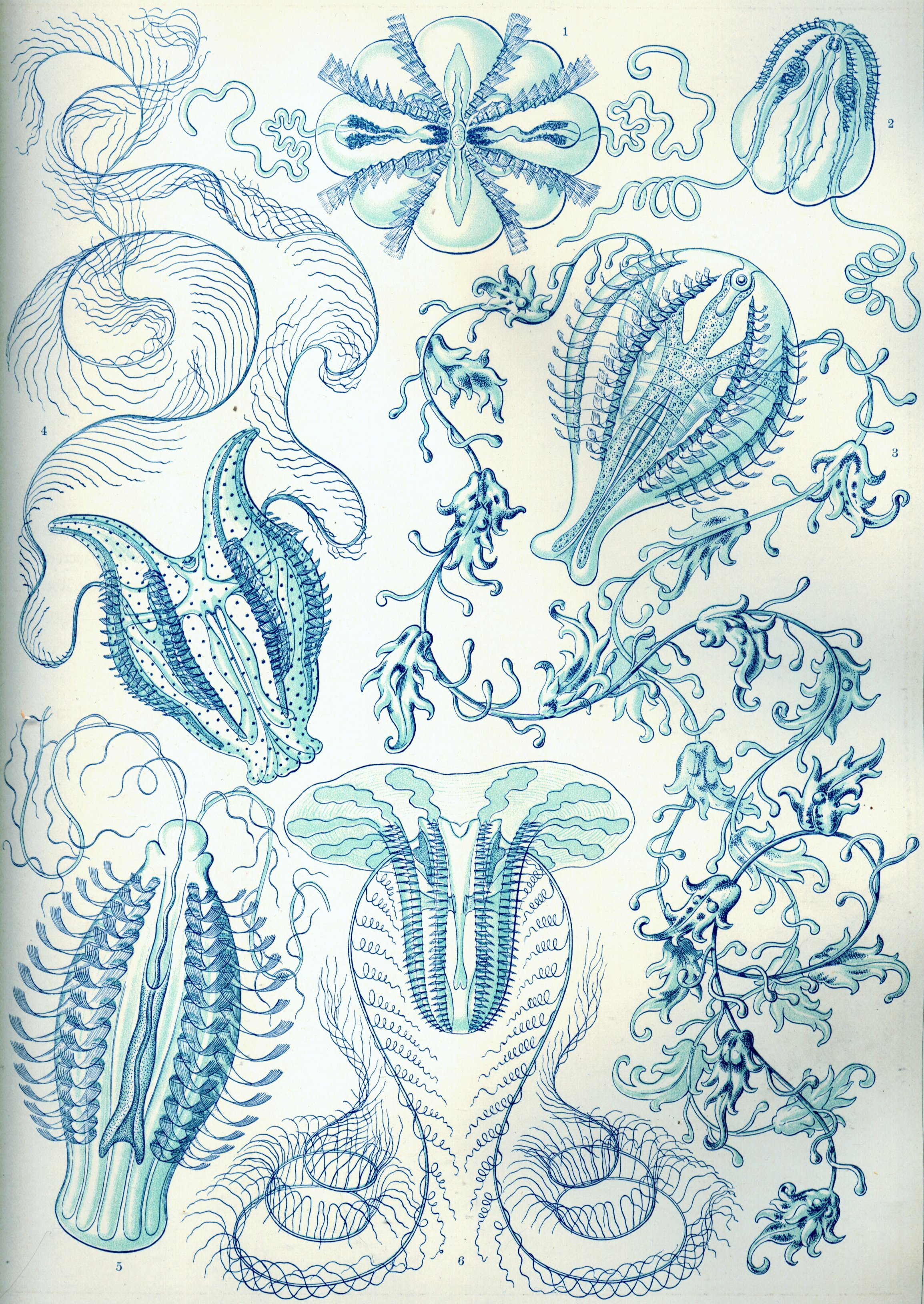
Ctenophorae